# メムノンの巨像
座標: 北緯25度43分14秒 東経32度36分38秒 / 北緯25.72056度 東経32.61056度

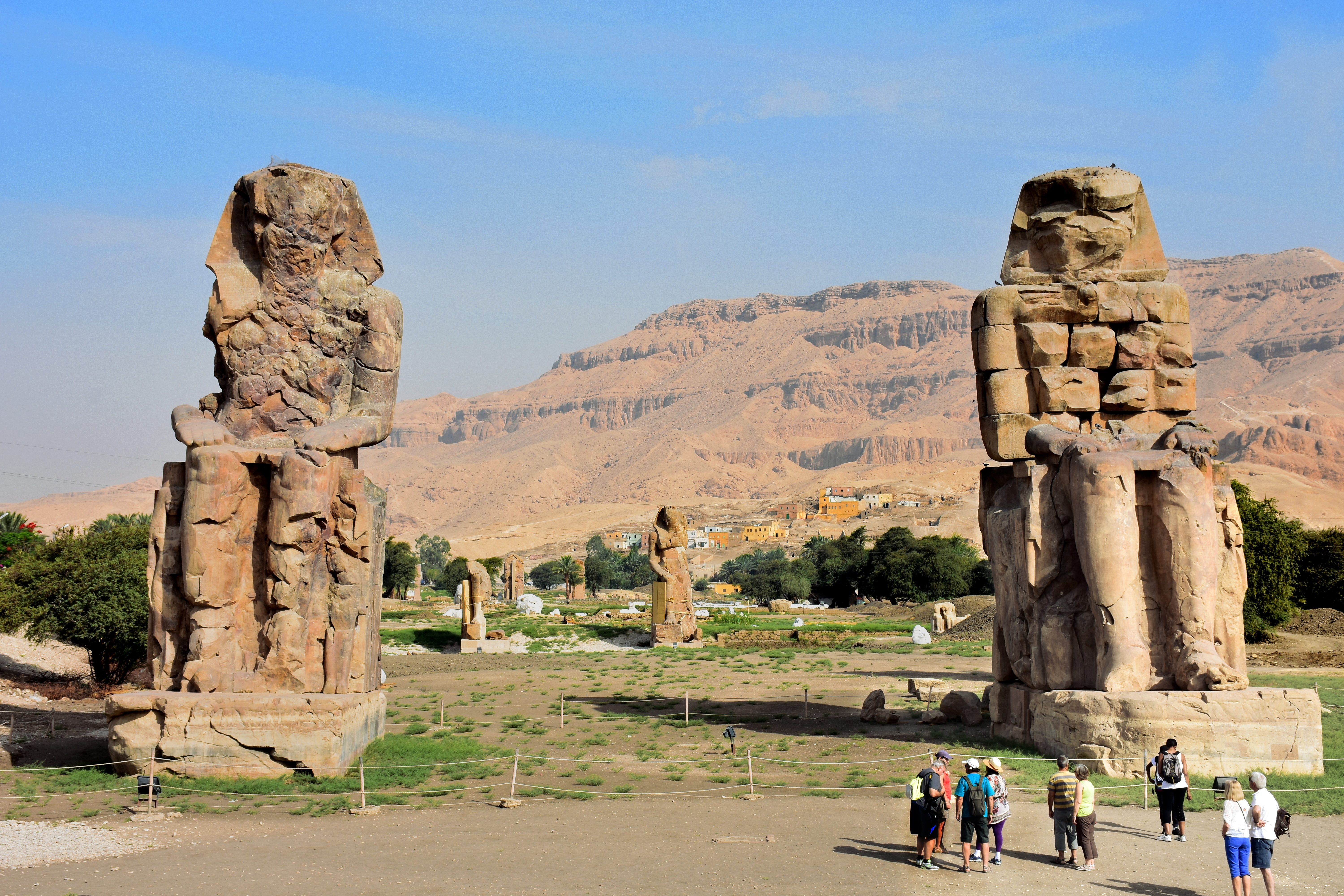
メムノンの巨像

メムノンの巨像は、エジプト・ルクソールのナイル川西岸にある2体のアメンホテプ3世の像。呼び名はギリシアの伝説、トロイア戦争に登場するエチオピア王メムノーンに由来。高さ約18m。
元々は、背後に同王アメンホテプ3世の葬祭殿が控えており、その入口の部分であった。葬祭殿は第19王朝ファラオ・メルエンプタハが自身の葬祭殿の石材調達のため破壊した。
向かって右側の像は紀元前27年の地震によりヒビが入り、夜明けになると、おそらく温度差や朝露の蒸発のせいで、うめき声や口笛のような音を発していた。この現象を最初に報告したのは地理学者のストラボンだった。彼は巨像が声を出しはじめてからまもなくして、エジプト総督アウレリウス・ガルスとそれを見物している。ストラボンは著書においては巨像が発している声なのか、近くにいる人間が声を出しているのか解らないと疑問を呈している。また、『ギリシャ案内記』を編纂したパウサニアスも声を出すメムノンの巨像について記述している。
メムノンの巨像が声を出す現象は当時のガイドによって脚色され、メムノンの死別した母への呼び声だとされた。メムノンの巨像は声を聴こうと詰めかける人々で観光地化して、その中にはハドリアヌス帝と妻のサビナもいた。サビナは130年にメムノンの巨像を訪れ、「日の出後の最初の一時間のうちに、メムノンの声を二度聴いた」という証言を残している。現在もメムノンの巨像の台座には彼らが書き記した署名や詩が残されていて、エジプト総督や地方行政長官の肩書きを持つ人間が大勢訪れていたことが確認できる。その後、巨像はセプティミウス・セウェルス帝によって下に落ちていた像の上半身を取り付けられると、声を出すこともなくなったという。